# La Florida, Argentina
La Florida är en ort i Argentina.   Den ligger i provinsen Tucumán, i den norra delen av landet, 1 100 km nordväst om huvudstaden Buenos Aires. La Florida ligger 379 meter över havet och antalet invånare är 5 959.
Terrängen runt La Florida är platt, och sluttar österut. Närmaste större samhälle är Monteros, 8,6 km nordost om La Florida.
Trakten runt La Florida består till största delen av jordbruksmark. Runt La Florida är det ganska tätbefolkat, med 58 invånare per kvadratkilometer.